# Hans Karl Abel
Hans Karl Abel, né le 8 août 1876 à Baerenthal, en Moselle et mort le 11 mars 1951 à Muhlbach-sur-Munster, est un écrivain alsacien de sentiments allemands. Il appartient à la première génération des écrivains alsaciens nés allemands.

## Biographie
Hans Karl Abel naît le 8 août 1876 à Baerenthal, en Moselle. Son père est Johann Philipp Abel, un immigré venant de Krofdorf, dans la Hesse, qui travaille comme garde forestier et a épousé Lina Baumann, institutrice issue d’une famille de vignerons de Riquewihr,.
Après des études au lycée de Colmar et à l’université de Strasbourg, Hans Karl Abel exerce comme enseignant au collège de Barr, puis à Metzeral. Il y épouse en 1906 Marie Ertlé, fille du maire de Sondernach et y abandonne le métier de professeur pour se consacrer entièrement à l’écriture. Pour mettre en scène les pièces qu’il écrit, il fonde un théâtre de verdure en 1913, dont les acteurs sont des amateurs recrutés parmi les marcaires de la vallée,.
La Première Guerre mondiale, pendant laquelle il est infirmier, constitue une importante rupture dans sa vie. Sa ville de Metzeral ayant été entièrement détruite dans les bombardements, il opte pour l’Allemagne et quitte l’Alsace pour le Wurtemberg,. N’y trouvant cependant plus l’inspiration il cesse d’écrire jusqu’à son retour en 1941, mais ses publications sont moins nombreuses qu’avant 1918. Il meurt à Muhlbach-sur-Munster le 11 mars 1951.

## Son œuvre
À ses débuts, Hans Karl Abel écrit essentiellement en alsacien et principalement du théâtre, comme les drames D´Waldmühl - E-n-elsassisch Volksstück (1901), écrit en collaboration avec René Prévot, Im Herbschtnawel ou Unsri schöne Rawe (1902) et la comédie D’Forelle (1902).
Il change toutefois de langue d’expression à partir de 1904 en faveur de l’allemand et varie également davantage le genre de ses œuvres. Paraissent ainsi en 1905 une chronique historique, Reichenweier et en 1911 un roman, Die elsässiche Tragödie, qui aborde le sujet délicat du déchirement de l’Alsace entre la France et l’Allemagne. Il n’abandonne pas pour autant le théâtre et reste productif dans ce domaine, avec par exemple les drames Michelangelo en 1908 ou Die silbernen Glocken vom Ilienkopf en 1913.
La guerre donne naissance à des œuvres illustrant ses propres déchirements, comme Was mein einst war en 1916 et Das Lied der Münstertaler en 1917. Ses deux dernières œuvres de cette période sont écrites en 1918 : Nach Mariä Lichtmess. Ein Totentanz et Der Melker vom Taubenklang. Sa production après-guerre est plus faible, à la fois en quantité et en qualité. Il publie en 1922 un récit de la guerre, Briefe eines elsässischen Bauernburschen aus dem Weltkriege an einen Freund puis un roman, Schwung in den Wipfeln. Son retour en Alsace en 1941 est l’occasion d’écrire une grande épopée lyrique : Do lacht min Elsass ! E Geschichtle vo Mensche un vo Dierle in Elsässerditche. Lyrisches Epos.